# Jahnkeshof
Jahnkeshof ist ein bewohnter Gemeindeteil im Ortsteil Milow der amtsfreien Gemeinde Uckerland im Landkreis Uckermark in Brandenburg.

## Geographie
Der Ort liegt zwei Kilometer nördlich von Milow und sechs Kilometer ostsüdöstlich von Strasburg (Uckermark). Die Nachbarorte sind Neuhof im Norden, Ausbau Wilsickow im Nordosten, Hohen Tutow im Osten, Wilsickow im Südosten, Grünhagen und Milow im Süden, Muchowshof im Südwesten, Louisfelde im Westen sowie Wismar im Nordwesten.